# Sandra Hubinger
Sandra Hubinger (* 6. August 1974 in Wels, Oberösterreich) ist eine österreichische Lyrikerin.

## Leben
Hubinger, in Wels geboren, wuchs in Wartberg an der Krems auf. Sie studierte Geschichte und Germanistik an der Universität Salzburg und Sprachkunst an der Universität für angewandte Kunst in Wien, wo sie seit 2004 lebt. Sie veröffentlichte neben Lyrik seit 2013 auch Prosa und Kurztheatertexte in Anthologien und Literaturzeitschriften. 2013 erreichte sie den dritten Platz beim Feldkircher Lyrikpreis, 2018 erhielt sie den Literaturförderpreis H. C. Artmann-Stipendium.

## Bibliografie

### Lyrik
- Sandra Hubinger: Kaum Gewicht und Rückenwind (= Lyrik der Gegenwart. Band 56). Edition Art Science, St. Wolfgang 2016, ISBN 978-3-902864-54-3.[3]
- Sandra Hubinger: wir gehen. Gedichte (= Keiper-Lyrik. Band 21). edition keiper, Graz 2019, ISBN 978-3-903144-87-3.

## Auszeichnungen
- 2013 3. Platz, Feldkircher Lyrikpreis
- 2018 H. C. Artmann-Stipendium